# Nemanja Tekijaški
Nemanja Tekijaški (* 2. března 1997 Pančevo) je srbský profesionální fotbalista, který hraje na pozici středního obránce za český klub FK Jablonec, kde plní roli kapitána.

## Klubová kariéra
Tekijaški prošel akademií Dinama Pančevo a v létě 2014 přešel do jiného místního klubu, a to do Železničar. V třetiligovém klubu odehrál necelé tři sezóny, ve kterých nastoupil do 64 ligových zápasů a vstřelil 4 branky.

### Spartak Subotica
Na začátku roku 2018 se přesunul do prvoligového Spartaku Subotica. Tekijaški debutoval v srbské Superlize 16. února 2018 v zápasu proti Napredaku Kruševac. V červenci 2018 debutoval v evropských pohárech, a to při výhře 2:0 nad Spartou Praha v druhém předkole Evropské ligy. Se srbským klubem postoupil do dalšího kola, kde vypadli se švédským Brøndby IF. V sezóně 2018/19 se stal stabilním členem základní sestavy Subotici.
Během tří a půl sezóny odehrál Tekijaški v srbském klubu přes sto soutěžních zápasů.

### Nieciecza
V červnu 2021 se Tekijaški přesunul do polského klubu Bruk-Bet Termalica Nieciecza. S týmem sestoupil ve své první sezóně z polské nejvyšší soutěže. I po neúspěšné sezóně se rozhodl v týmu zůstat a zabojovat o postup zpátky do Ekstraklasy. S Niecieczou skončil v druhé lize na třetí příčce, v následné baráži o postup ale neuspěl.

### Jablonec
V létě 2023 přestoupil Tekijaški do českého klubu FK Jablonec. V týmu trenéra Radoslava Látala, se kterým se setkal už v polské Nieciecze, se rychle prosadil do základní sestavy. V podzimní části sezóny 2023/24 nevynechal ani minutu. V jabloneckém dresu odehrál v sezóně dohromady 37 soutěžních utkání, v nichž vstřelil tři branky a pomohl Jablonci k udržení se v nejvyšší soutěži.
Před začátkem sezóny 2024/25 byl Tekijaški zvolen kapitánem jabloneckého mužstva novým trenérem Lubošem Kozlem.